# Locomotiva FSF M.52
La locomotiva M.52 della Ferrovia Suzzara-Ferrara (FSF) era una locomotiva diesel ottenuta dalla trasformazione dell'automotrice M.52 della Santerno Anonima Ferroviaria (SAF).

## Storia
Nel 1956 la FSF, esercente la linea Suzzara-Ferrara, acquistò dalla SAF l'automotrice M.52, costruita dalla Ganz di Budapest nel 1929, che giaceva accantonata ad Imola in seguito all'interruzione per danni bellici della linea Massalombarda-Imola-Fontanelice su cui operava.
La FSF intendeva sostituire la trazione a vapore dei treni merci con la trazione diesel; perciò la piccola automotrice venne ricostruita come locomotiva nel 1957, eliminando lo spazio interno per i viaggiatori, sostituito da un bagagliaio-merci, e l'originario motore Ganz-Jendrassik sostituito da un FIAT 356, che già equipaggiava le littorine FSF.
La locomotiva entrò in servizio nel 1965, e fu assegnata al traino di treni merci leggeri fra Sermide e Ferrara.
Venne ritirata dal servizio nel 1986, sostituita dalle più potenti 220 acquistate dalla Deutsche Bundesbahn pochi anni prima. Dopo alcuni anni di accantonamento è stata acquistata da un'associazione di appassionati, che ne stanno curando il restauro.